# 范庄节孝坊
范庄节孝坊，是位于中国山东省泰安市东平县新湖镇范庄村的一个清代石刻，2023年入选泰安市第六批文物保护单位。
范庄节孝坊是为表彰当地人范俊之妻李氏的节孝事迹而立的牌坊，牌坊为石质，地上部分高2.9米，有3米高的部分埋于地下，坊前有3通碑刻。